# 阿特卡冰川
76°41′S 161°33′E / 76.683°S 161.550°E
阿特卡冰川是南極洲的冰川，位於維多利亞地的斯科特海岸，處於旗艦山以東，最終注入弗賴冰川，在1957年由新西蘭探險隊命名。